# Гейтинг, Аренд
Аренд Гейтинг (нидерл. Arend Heyting; 9 мая 1898, Амстердам — 9 июля 1980, Лугано) — голландский математик и логик, студент и последователь Л. Э. Я. Брауэра, член Нидерландской АН. Окончил Амстердамский университет (1922). Работал там же (с 1948 г. — профессор). Исследования посвящены основаниям математики. Один из виднейших представителей интуиционизма после Брауэра, опубликовал работу с изложением формальных правил интуиционистской логики высказываний. Интуиционистская логика стала частью математической логики.